# Biokompatibilitás
A  biokompatibilitás fogalom a bioanyagok különböző kontextusban megnyilvánuló viselkedésére vonatkozik, és a gazdatest meghatározott reakciójára egy adott helyzetben A fogalom többértelműsége tükrözi, hogy sok felfedezés történik jelenleg ebben a témakörben: az emberi test válaszai a bioanyagokra és hogy ezek a válaszok hogyan határozzák meg a sikerét egy klinikai implantátumnak (például a pacemaker vagy a katéter). A modern implantátumok és protézisek rend szerint több anyagból tevődnek össze, ezért a legtöbb esetben nem elég egy anyag biokompatibilitásáról beszélni. 

## Története
A biokompatibilitás kifejezést legelőször úgy tűnik, hogy RJ Hegyeli szakértői naplójában(Amer Chem Soc Annual Meeting abstract) 1970-ben és CA Homsy et al. (J Macromol Sci Chem A4:3,615, 1970) használják. Majdnem két évtizedbe telt ezután, amíg bekerült a gyakori szakirodalmi használatba.
Újabban Williams próbálta újjáértékelni a jelenleg ismert információkat arra vonatkozóan, hogy milyen tényezők határozzák meg a klinikai sikert. Eközben azt írja, hogy egy implantátum nem muszáj bioaktív legyen, elég, hogyha nem tesz kárt (lokálisan vagy szisztémásan). – Williams, 2008

## A biokompatibilitás öt meghatározása
1. "(az anyagnak) Az a tulajdonsága, hogy nincs mérgező vagy káros hatása a biológiai rendszerekre".[3]
2. "Egy anyagnak az a tulajdonsága, hogy megfelelő reakciót váltson ki a gazdatestből egy bizonyos felhasználásban" – D.F.Williams meghatározása.[4]
3. "Összehasonlítás a beültetett anyag és a beültetés lokális szövetreakciója és aközött a szövetreakció között, amit a kontroll anyag vált ki a kísérleti állatban" – ASTM
4. "Arra a tulajdonságára vonatkozik, ami lehetővé teszi, hogy betöltsön egy bizonyos funkciót az orvosi terápiára tekintettel, anélkül, hogy kiváltana nemkívánatos lokális vagy szisztémás hatásokat a páciensben, úgy, hogy a lehető legmegfelelőbb választ váltja ki a szövetekből az adott helyzetben és optimizálja a kezelés klinikailag releváns teljesítményét".[5][6]
5. "A biokompatibilitás egy beültetett protézis azon tulajdonsága, hogy harmóniában tudjon létezni a szövetekkel anélkül, hogy káros változásokat váltana ki".[7]

### ‘Biokompatibilis’
Az irodalomban gyakran rábukkanunk melléknévi formájára. Ennek viszont Williams meghatározása szerint nincs értelme, mivel a biokompatibilitás kontextuális: sokkal több minden határozza meg a klinikai sikert, mint az implantátum egy adott komponensének az anyaga. Ez felfedi az egyik elégtelenséget a jelenlegi definícióban, mivel egy implantátum rend szerint több mint egy anyagból készül.

## Lásd még
- Biokompatibilis anyag
- Bioanyag
- Implantátum
- Titán biokompatibilitása